# Grand Prix Formule 1 van Brazilië 1977
De Grand Prix Formule 1 van Brazilië 1977 werd gehouden op 23 januari 1977 in Interlagos.

## Uitslag
| Positie | Nr | Rijder             | Team               | Ronden | Tijd/Opgave    | Startplaats | Punten |
| ------- | -- | ------------------ | ------------------ | ------ | -------------- | ----------- | ------ |
| 1       | 12 | Carlos Reutemann   | Ferrari            | 40     | 1:45:07.72     | 2           | 9      |
| 2       | 1  | James Hunt         | McLaren-Ford       | 40     | 10.71          | 1           | 6      |
| 3       | 11 | Niki Lauda         | Ferrari            | 40     | + 1:47.51      | 13          | 4      |
| 4       | 28 | Emerson Fittipaldi | Fittipaldi-Ford    | 39     | + 1 Ronde      | 16          | 3      |
| 5       | 6  | Gunnar Nilsson     | Lotus-Ford         | 39     | + 1 Ronde      | 10          | 2      |
| 6       | 17 | Renzo Zorzi        | Shadow-Ford        | 39     | + 1 Ronde      | 18          | 1      |
| 7       | 29 | Ingo Hoffmann      | Fittipaldi-Ford    | 38     | + 2 Ronden     | 19          |        |
| NF      | 8  | Carlos Pace        | Brabham-Alfa Romeo | 33     | Ongeluk        | 12          |        |
| NF      | 16 | Tom Pryce          | Shadow-Ford        | 33     | Motor          | 5           |        |
| NF      | 18 | Hans Binder        | Surtees-Ford       | 32     | Ophanging      | 20          |        |
| NF      | 7  | John Watson        | Brabham-Alfa Romeo | 30     | Ongeluk        | 7           |        |
| NF      | 26 | Jacques Laffite    | Ligier-Matra       | 26     | Ongeluk        | 14          |        |
| NF      | 4  | Patrick Depailler  | Tyrrell-Ford       | 23     | Ongeluk        | 6           |        |
| NF      | 5  | Mario Andretti     | Lotus-Ford         | 19     | Ontsteking     | 3           |        |
| NF      | 9  | Alex Ribeiro       | March-Ford         | 16     | Motor          | 21          |        |
| NF      | 2  | Jochen Mass        | McLaren-Ford       | 12     | Ongeluk        | 4           |        |
| NF      | 3  | Ronnie Peterson    | Tyrrell-Ford       | 12     | Ongeluk        | 8           |        |
| NF      | 22 | Clay Regazzoni     | Ensign-Ford        | 12     | Ongeluk        | 9           |        |
| NF      | 19 | Vittorio Brambilla | Surtees-Ford       | 11     | Ongeluk        | 11          |        |
| NF      | 20 | Jody Scheckter     | Wolf-Ford          | 11     | Motor          | 15          |        |
| NF      | 10 | Ian Scheckter      | March-Ford         | 1      | Transmissie    | 17          |        |
| NF      | 14 | Larry Perkins      | BRM                | 1      | Oververhitting | 22          |        |

## Statistieken
| Pole-position | James Hunt | McLaren-Ford | 2:30.11 |
| Snelste ronde | James Hunt | McLaren-Ford | 2:34.55 |

## Noot
- Dit was de tiende pole position voor James Hunt.
- Vijfde Grand Prix-winst voor Carlos Reutemann.

1972 · 1973 · 1974 · 1975 · 1976 · 1977 · 1978 · 1979 · 1980 · 1981 · 1982 · 1983 · 1984 · 1985 · 1986 · 1987 · 1988 · 1989 · 1990 · 1991 · 1992 · 1993 · 1994 · 1995 · 1996 · 1997 · 1998 · 1999 · 2000 · 2001 · 2002 · 2003 · 2004 · 2005 · 2006 · 2007 · 2008 · 2009 · 2010 · 2011 · 2012 · 2013 · 2014 · 2015 · 2016 · 2017 · 2018 · 2019